# Infiniti QX80
Der Infiniti QX80 ist ein Sport Utility Vehicle, den Infiniti seit 2004 produziert. Er ersetzte den kleineren Infiniti QX4, der bis 2002 gebaut wurde. Der zunächst QX56 genannte Geländewagen (2013 in QX80 umbenannt) ist mit deutlich über fünf Metern Gesamtlänge ein Fullsize-Car-SUV. Er wird wie die meisten seiner Konkurrenten offiziell nicht in Europa angeboten.

## Erste Generation (QX56, 2004–2010)
2004 wurde der erste QX56 vorgestellt, der nun auf dem Nissan Armada basierte (der QX4 basierte auf dem Nissan Pathfinder). Der QX56 war sozusagen das Luxusmodell des Armada, da sich die Technik und auch das Design bis auf die Embleme und Innenausstattung nicht unterschied. Der QX56 konkurrierte nun mehr mit Modellen wie etwa einem Cadillac Escalade oder einem Lincoln Navigator.
Mit dem Auslaufen des Q45 (der preislich über dem QX56 lag) nach 2006 war der QX56 der teuerste Infiniti, der in Nordamerika verkauft wurde, und das einzige Full-Size-Fahrzeug von Infiniti.

2007 erhielt der QX56 ein kleines Facelift. Hierbei wurde unter anderem wurde der Kühlergrill leicht verändert, der Innenraum neu gestaltet und ein neues intelligentes Schlüsselsystem verbaut. Es gab insgesamt mehr Serienausstattung und 20-Zoll-Chromfelgen als Standard.

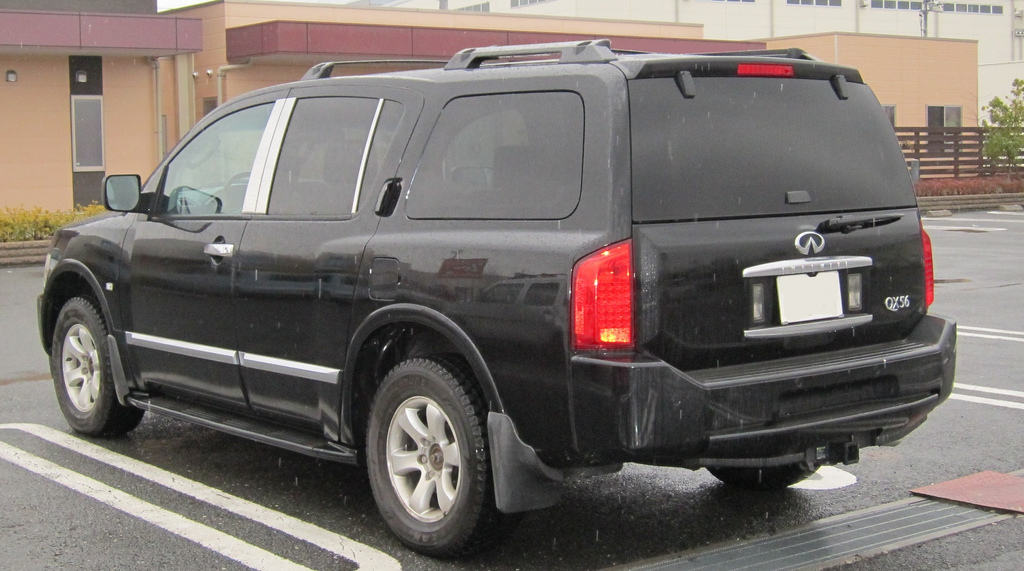
Heckansicht
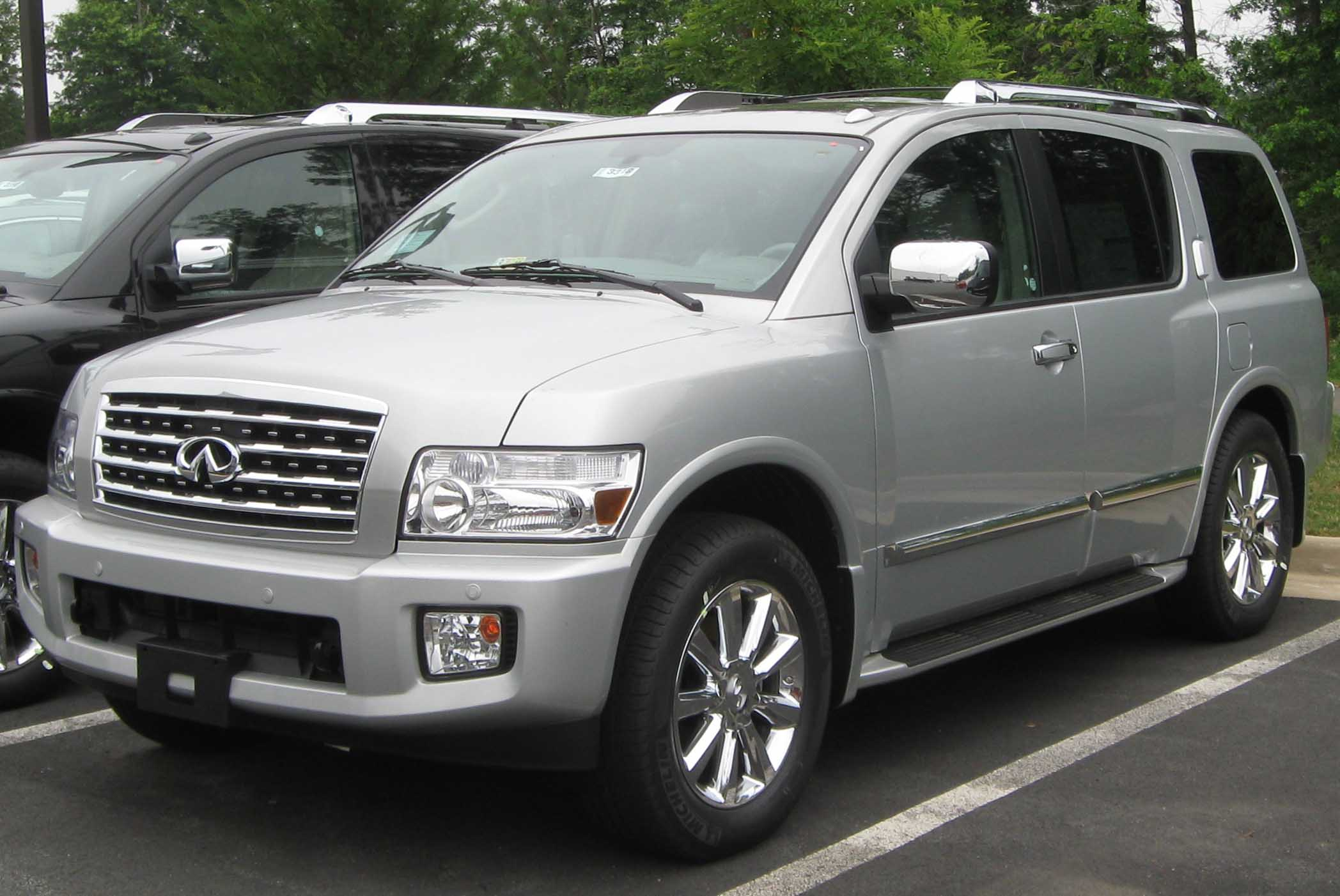
Infiniti QX56 (2007–2010)

## Zweite Generation (2010–2013: QX56; 2013–2024: QX80)
Der zweite QX56 wurde erstmals am 31. März 2010 auf der New York Auto Show präsentiert. Nunmehr basiert der QX56 auf dem in Nordamerika nicht angebotenen Nissan Patrol Y62. Gegenüber dem Vorgänger ist der QX56 nochmal länger und breiter und er verfügt über eine andere Front als der Patrol. Er wird nun mit einem neu entwickelten 5,6 Liter V8 VVEL Benzinmotor mit Direkteinspritzung und Variabler Ventilsteuerung mit 7-Stufen-Automatikgetriebe ausgestattet. Dessen Leistung beträgt 298 kW (405 PS) bei maximal 560 Nm. Drehmoment. Der Motor ermöglicht nun eine Anhängelast von 3850 kg.
Wie die Vorgänger verfügt der QX 56 über elektronisch geregelten Allradantrieb mit 4 möglichen Voreinstellungen für felsiges Gelände, Schnee, Sand oder Schlamm. Darüber hinaus besitzt er ein elektronisch geregeltes Fahrwerk, das die Karosserie automatisch hydraulisch anhebt oder senkt.
Das Design und die Dimensionen der neuen Modellreihe liegen nun endgültig auf dem Niveau von Cadillac Escalade und Lincoln Navigator oder anderen großen Luxus-SUVs wie Lexus LX oder Range Rover.
Das Interieur umfasst eine Reihe von Standard Luxus-Ausstattung wie Ledersitze, Drei-Zonen-Klimaautomatik, Bose-Soundsystem mit 13 Lautsprechern, Festplatte, integriertem Navigationssystem und Satelliten-Radio mit NavTraffic Standard. Außerdem eine elektrische Heckklappe und Einparkhilfe mit Around View Monitor. Je nach Markt und Ausstattungslinie sind auch klimatisierte Sitze vorne und hinten, Audio-Streaming über Bluetooth Funktechnik, elektrisch verstellbare Rücksitze und ein 7-Zoll-DVD-Entertainment-System serienmäßig oder optional erhältlich. Das neue Around View Monitor-System mit einer auf dem Grill montierten Kamera ermöglicht eine 180 Grad Ansicht. Eine weitere Kamera ist am Seitenspiegel der Beifahrerseite montiert zur Verhinderung des Toten Winkels z. B. auf Parkplätzen.
Neben ABS, Bremsassistent, ESP und Adaptive front-lighting system AFS verfügt der QX56 über einen automatisch auslösenden Notruf bei einer Kollision und insgesamt 8 Airbags inklusive Knie-Airbags für Fahrer und Beifahrer sowie Front-Airbags für die Passagiere der zweiten Reihe.
Der QX 56 wird neben Nordamerika nun auch in Mexiko, im Nahen Osten und China angeboten, während dort der Nissan Patrol nicht mehr angeboten wird.
Nachdem Infiniti beschlossen hat, seine gesamte Produktpalette umzubenennen, wird der QX56 seit dem Modelljahr 2014 als QX80 vermarktet.
Eine umfangreich überarbeitete Version den Baureihe präsentierte Infiniti als Konzeptfahrzeug QX80 Monograph auf der New York International Auto Show im Frühjahr 2017. Die Serienversion wurde im November 2017 im Rahmen der Dubai International Motor Show vorgestellt und wird seit Ende 2017 verkauft. Neben den nahezu unveränderten Abmessungen wird der mit bis zu acht Sitzplätzen konfigurierbare QX80 weiter vom bekannten 5,6-Liter-V8-Ottomotor mit 298 kW (405 PS) angetrieben. Allerdings ist erstmals für den Wagen Hinterradantrieb verfügbar. Das SUV erhält eine Rückspiegelkamera, deren Bild auf den Innenspiegel projiziert werden kann.

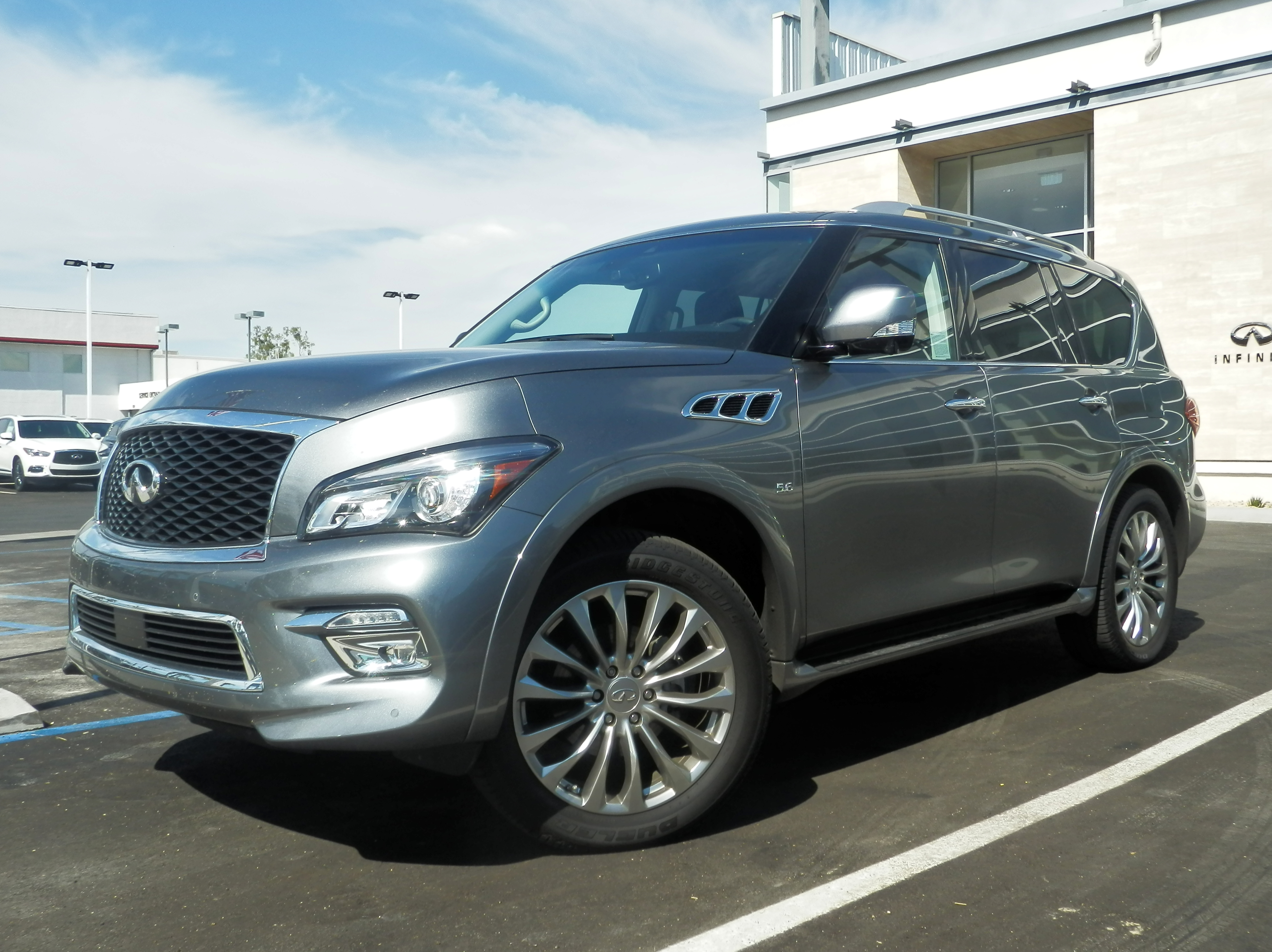
Infiniti QX80 (2013–2017)
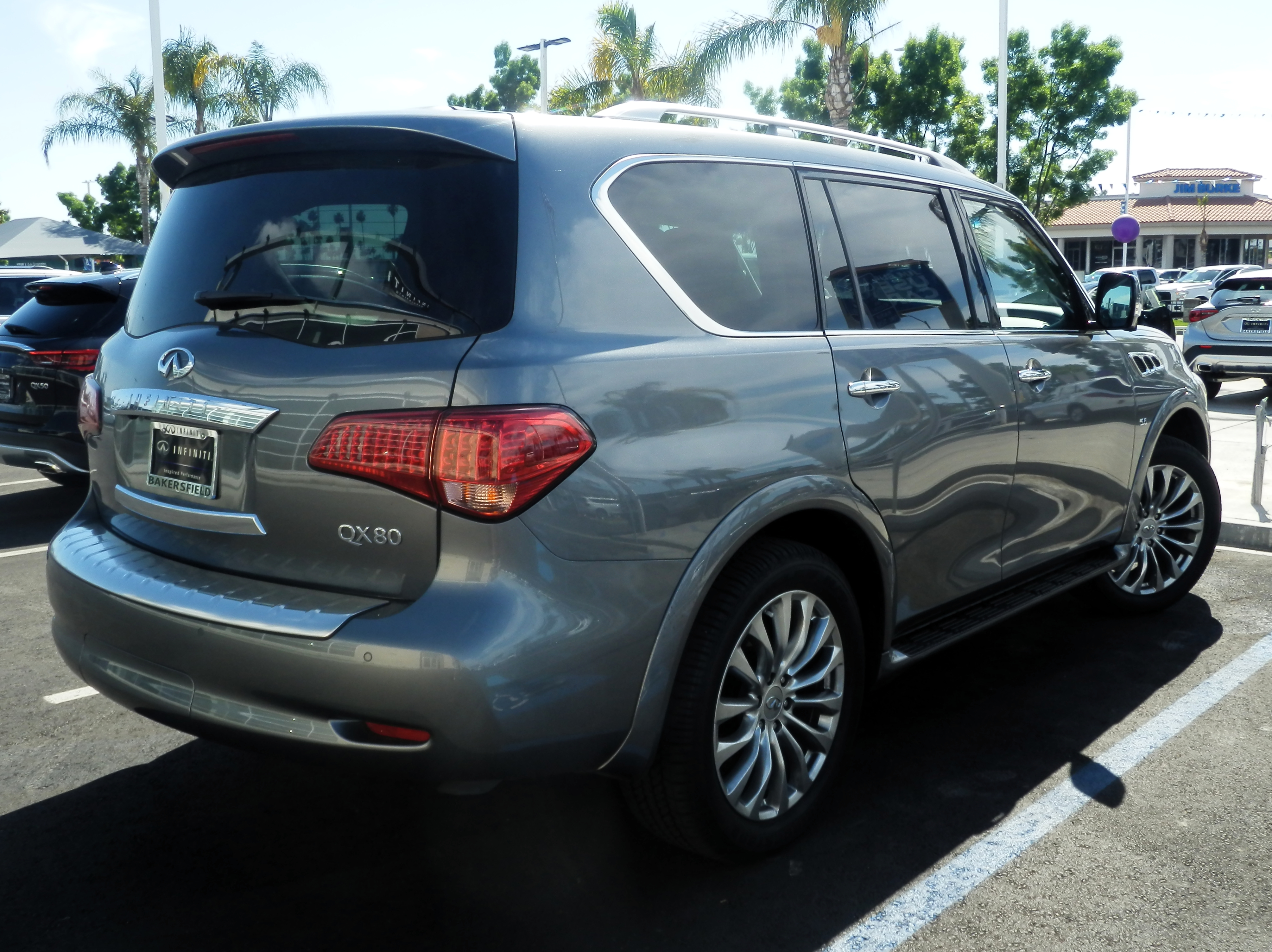
Heckansicht
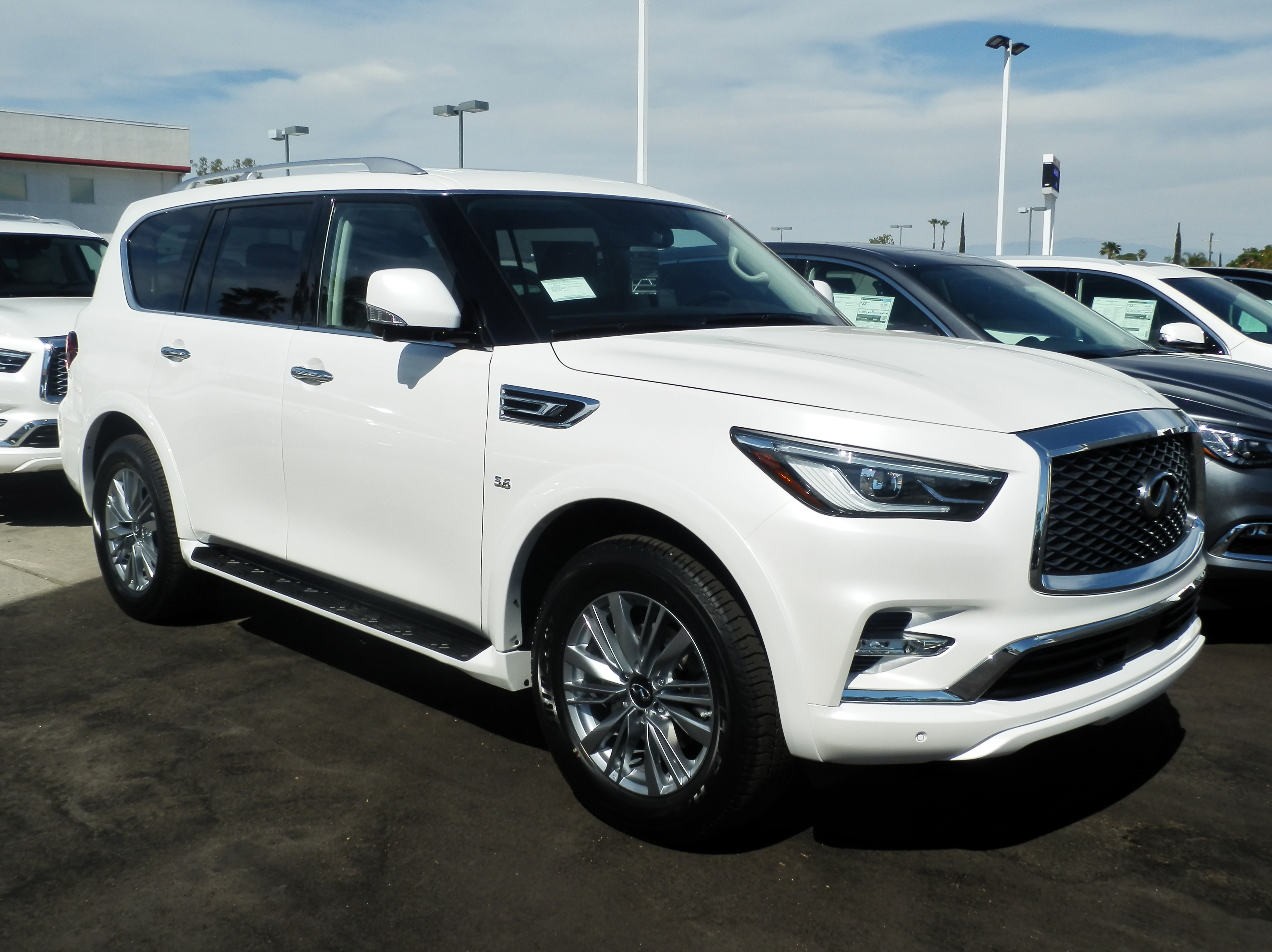
Infiniti QX80 (2017–2024)
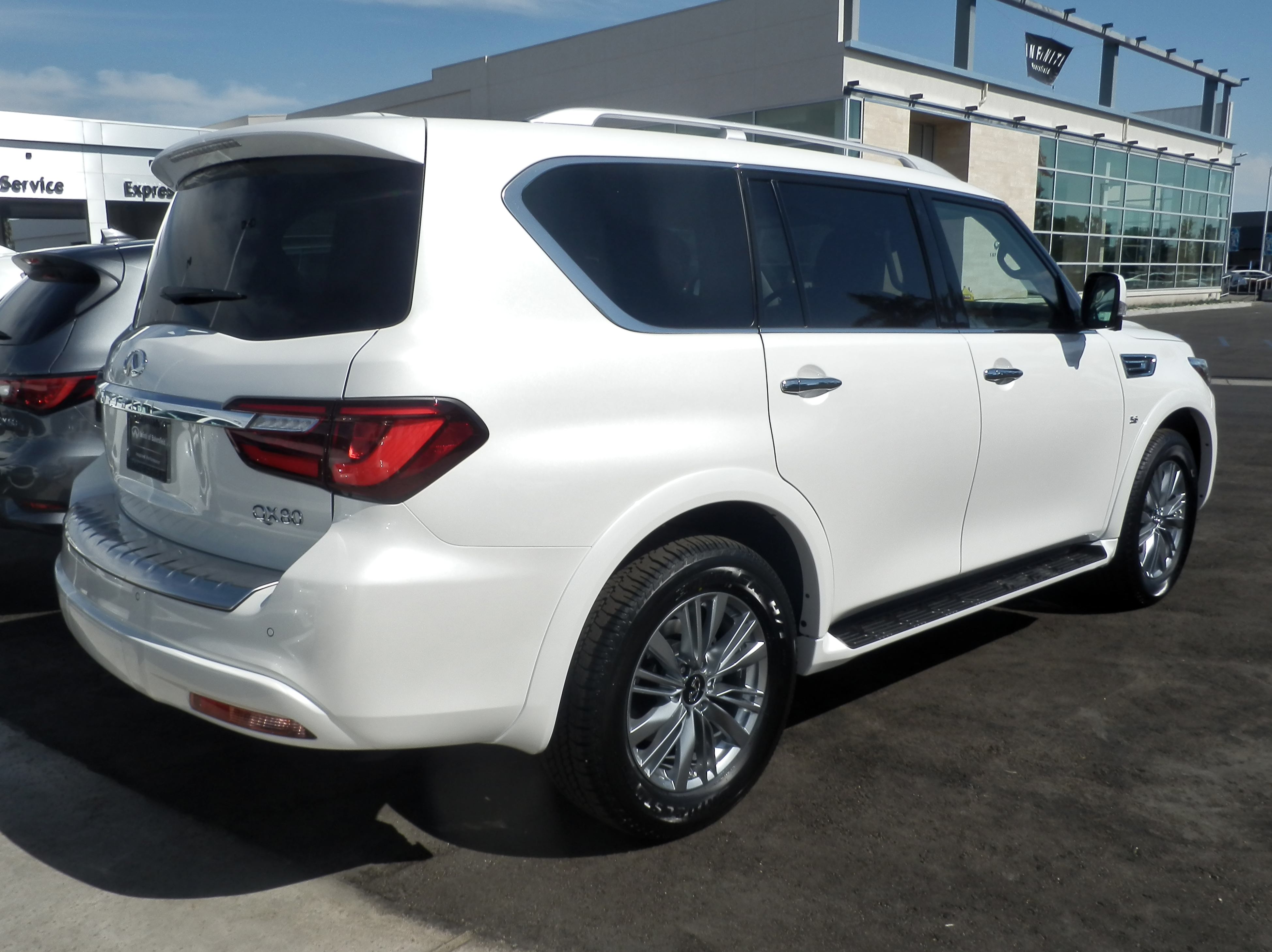
Heckansicht

### Technische Daten
| Kenngrößen                                  | QX80 5.6                     |
| Bauzeitraum                                 | 2010–2024                    |
| Motorkenndaten                              |                              |
| Motortyp                                    | V8-Ottomotor                 |
| Gemischaufbereitung                         | Saugrohreinspritzung         |
| Motoraufladung                              | —                            |
| Hubraum                                     | 5552 cm³                     |
| max. Leistung                               | 298 kW (405 PS) bei 5800/min |
| max. Drehmoment                             | 560 Nm bei 4000/min          |
| Kraftübertragung                            |                              |
| Antrieb, serienmäßig                        | Hinterradantrieb             |
| Antrieb, serienmäßig                        | Allradantrieb                |
| Getriebe, serienmäßig                       | 7-Gang-Automatikgetriebe     |
| Messwerte                                   |                              |
| Höchstgeschwindigkeit                       | 210 km/h                     |
| Beschleunigung, 0–100 km/h                  | 7,5 s                        |
| Kraftstoffverbrauch auf 100 km (kombiniert) | 15,6 l Super                 |
| CO2-Emission (kombiniert)                   |                              |

## Dritte Generation (QX80, seit 2024)
Die dritte Generation des QX80 der Baureihe Z63 wurde am 17. August 2023 als QX Monograph Concept vorgestellt. Das Serienmodell wurde im März 2024 für das Modelljahr 2025 mit vier Ausstattungsvarianten vorgestellt: Pure, Luxe, Sensory und Autograph. Der QX80 ist technisch eng mit den ebenfalls überarbeiteten Modellen Nissan Armada und Patrol verwandt.

### Technik
Alle QX80-Modelle werden von einem 3,5-Liter-V6-Biturbo-Ottomotor angetrieben, der eine maximale Leistung von 336 kW (457 PS) und ein Drehmoment von 700 Nm in Verbindung mit einem 9-Gang-Automatikgetriebe erzeugt. Es besteht die Wahl zwischen Hinterradantrieb und Allradantrieb.

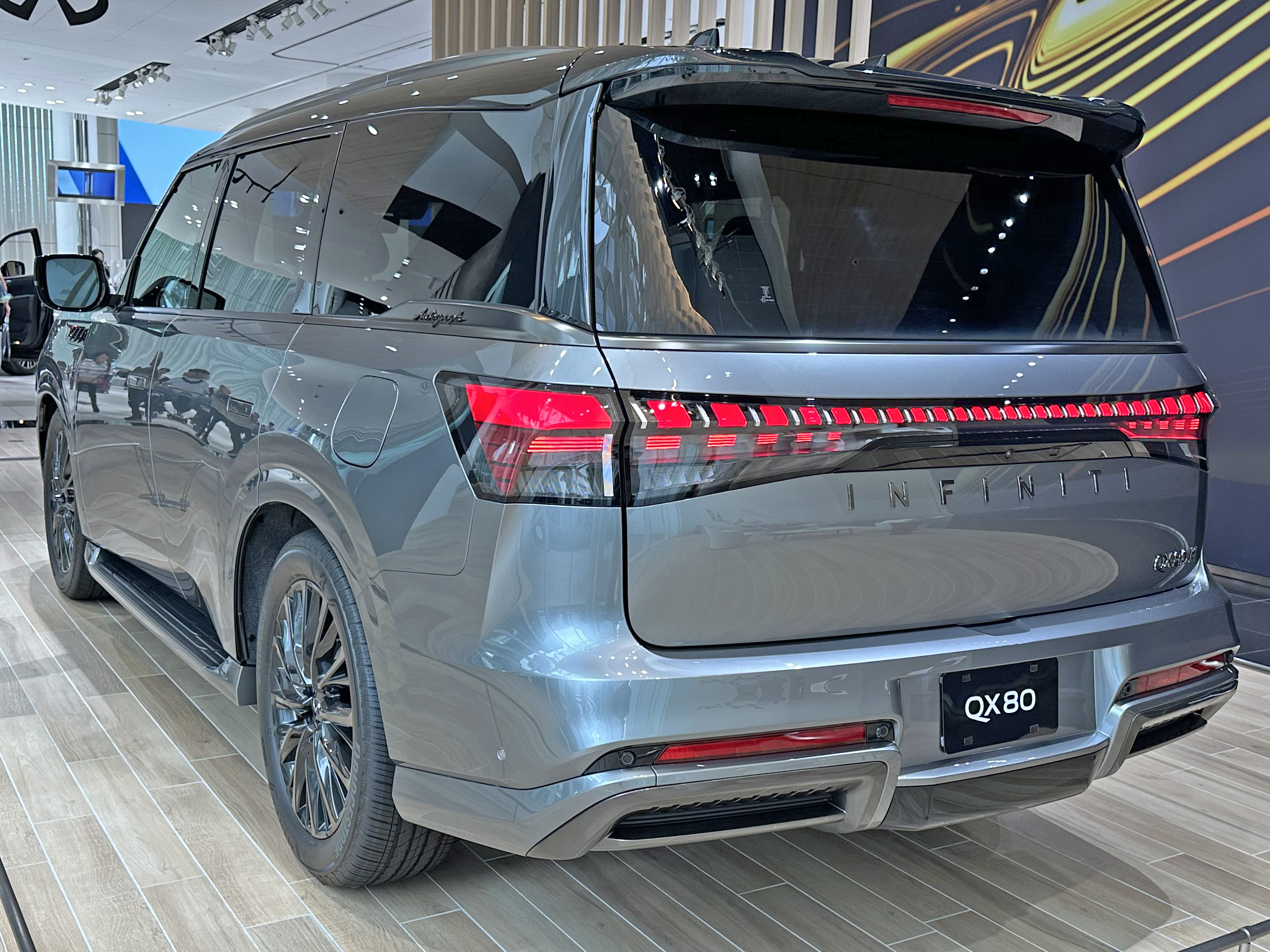
Heckansicht
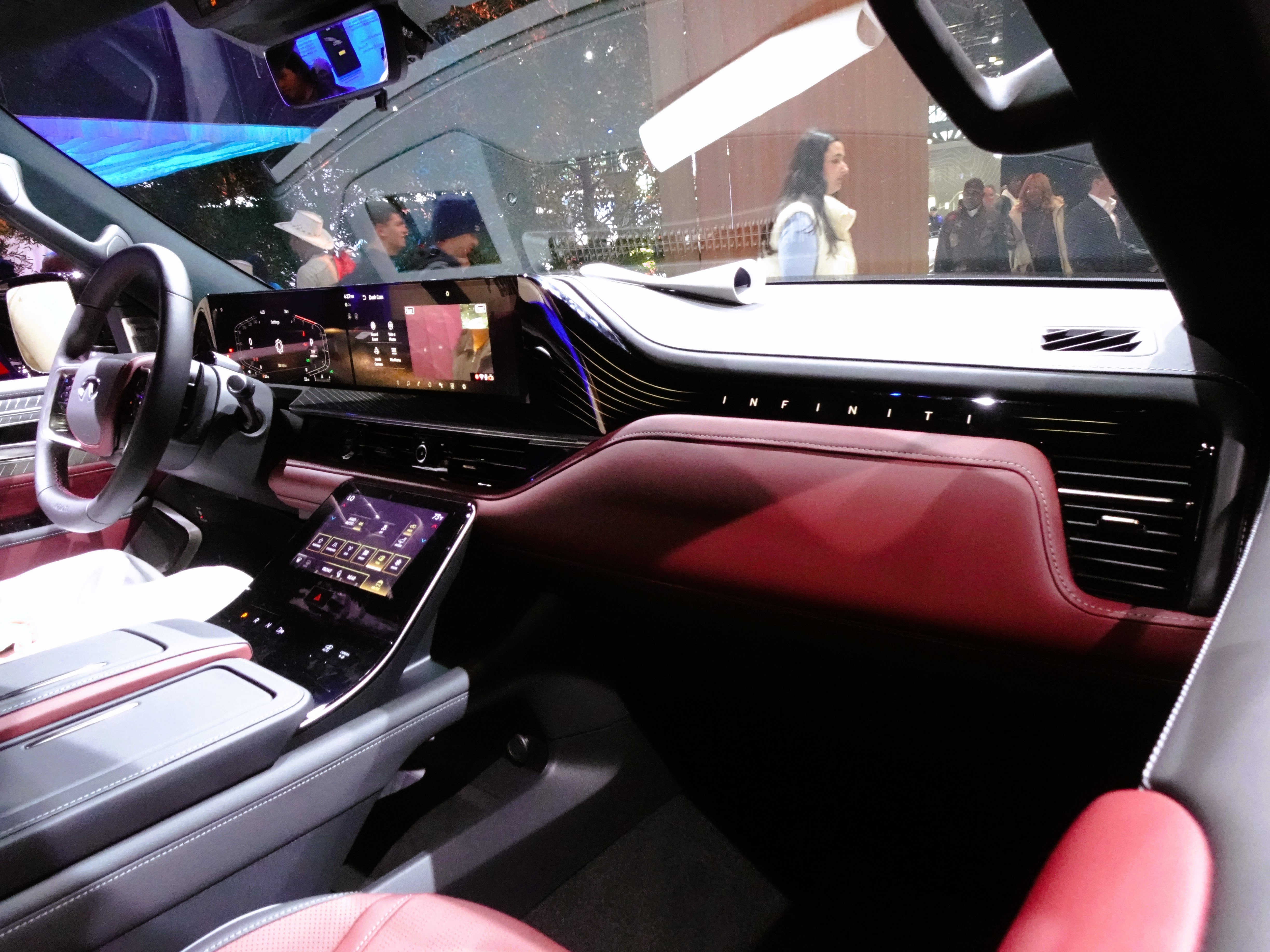
Innenraumansicht